# Nyulnyulanska språk
De nyulnyulanska språken utgör en liten språkfamilj av närbesläktade australiska språk som talas i norra delen av Western Australia, i norra Australien. 
Språkfamiljen innehåller tio språk:
- Västnyulnyulanska språk 
  - bardi
  - djawi
  - nimanbur
  - dyaberdyaber
  - nyulnyul
- Östnyulnyulanska språk 
  - nyigina
  - warrwa
  - ngumbarl
  - dyugun
  - yawuru